# Мањано ин Ривијера
Мањано ин Ривијера (итал. Magnano in Riviera) је насеље у Италији у округу Удине, региону Фурланија-Јулијска крајина.
Према процени из 2011. у насељу је живело 1768 становника. Насеље се налази на надморској висини од 215 м.

## Становништво
Према резултатима пописа становништва 2011. у општини је живело 2.366 становника.
| 1936. | 1951. | 1961. | 1971. | 1981. | 1991. | 2001. | 2011. |
| ----- | ----- | ----- | ----- | ----- | ----- | ----- | ----- |
| 2.213 | 2.626 | 2.473 | 2.078 | 2.214 | 2.239 | 2.288 | 2.366 |